# Krossobanen
| Krossobanen        | Krossobanen        |
| ------------------ | ------------------ |
| Krossobanen (2007) |                    |
| Daten              |                    |
| Land:              | Norwegen, Telemark |
| Gemeinde           | Rjukan             |
| Talstation:        | Rjukan, 403 m      |
| Bergstation:       | Gvepseborg, 886 m  |
| Höhenunterschied:  | 483 m              |
| Steigung           | 60 %               |
| Fahrzeit           | 4'30"              |
| Baujahr            | 1928               |
| Website:           | Krossobanen        |

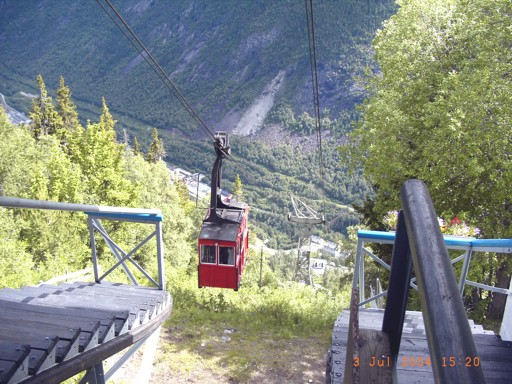
Krossobanen (2004)

Krossobanen ist der Name einer Luftseilbahn in der norwegischen Stadt Rjukan südlich des Nationalparks Hardangervidda.

## Geschichte
Die Pendelbahn ist die älteste Seilbahn Nordeuropas. Sie wurde 1928 von Adolf Bleichert & Co. aus Leipzig-Gohlis erbaut und war ein Geschenk der Firma Norsk Hydro an die Einwohner Rjukans, die sonst während des Winters in dem sehr engen und dunklen Vestfjordalen keine Sonneneinstrahlung hatten.
Die Talstation liegt auf 403 m, die Bergstation (Gvepseborg) auf 886 m. Die Fahrt dauert 4½ Minuten. An der Bergstation befindet sich ein Aussichtsturm.
Am 19. Juni 2024 wurde durch die Norwegian Railway Authority (Statens Jernbanetilsyn, SJT) die Krossobanen mit sofortiger Wirkung stillgelegt. Gegenwärtig werden durch den Betreiber die Auflagen der SJT geprüft und es wird an der Abstellung der Mängel gearbeitet.
Mit einer Wiederinbetriebnahme der Seilbahn wird nicht vor 2027/2028 gerechnet.